# Leptothorax unifasciatus
Leptothorax unifasciatus är en myrart som först beskrevs av Pierre André Latreille 1798.  Leptothorax unifasciatus ingår i släktet smalmyror, och familjen myror.

## Underarter
Arten delas in i följande underarter:
- L. u. obenbergeri
- L. u. rougeti
- L. u. staegeri
- L. u. ucrainicus
- L. u. unifasciatointerruptus
- L. u. unifasciatonigriceps
- L. u. unifasciatus